# (31972) Carlycrump
2000 HX9 (asteroide 31972) é um asteroide da cintura principal. Possui uma excentricidade de 0.05304180 e uma inclinação de 5.76427º.
Este asteroide foi descoberto no dia 27 de abril de 2000 por LINEAR em Socorro.